# Pere Tena Garriga

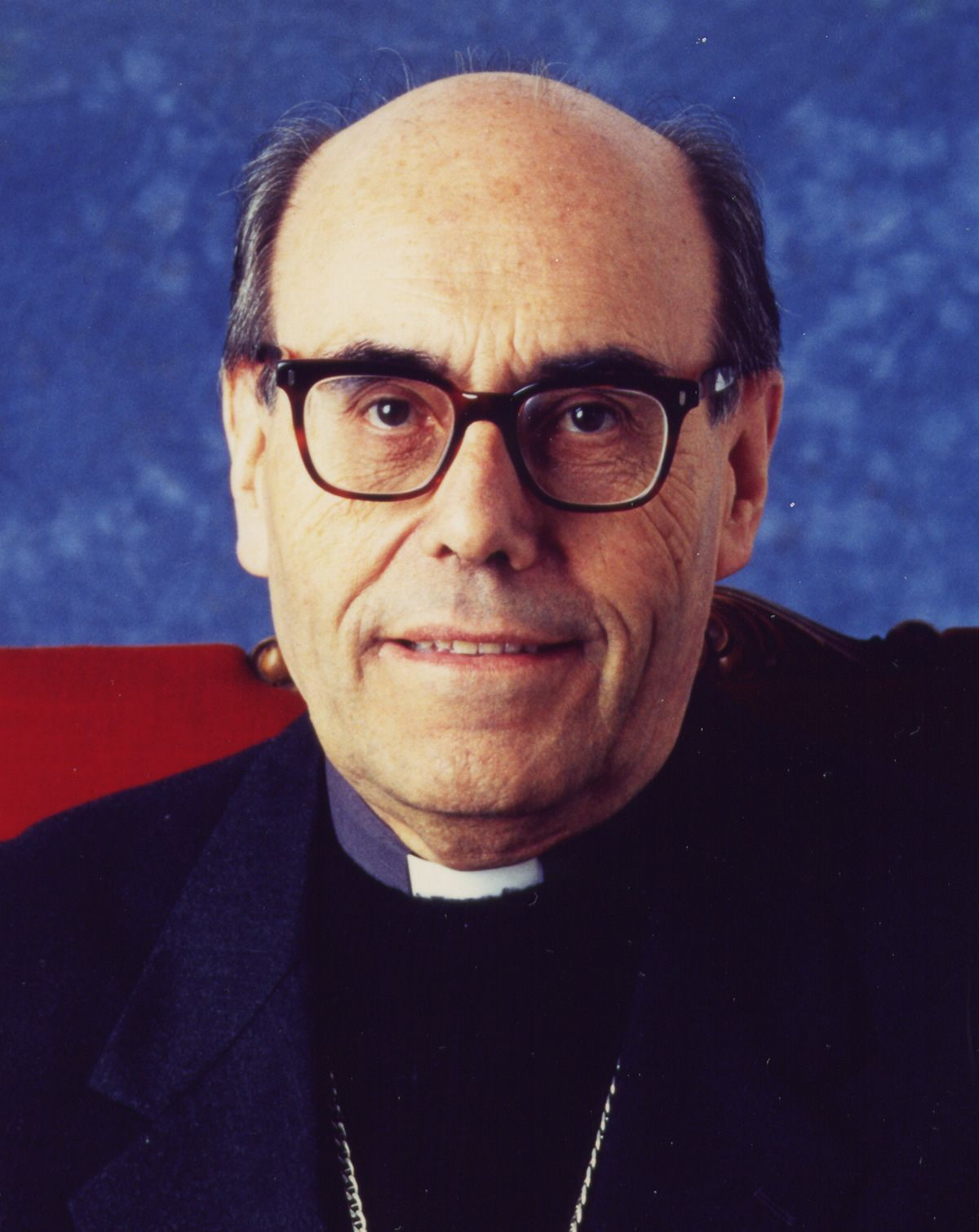
Pere Tena Garriga

Pere Tena Garriga (* 14. Mai 1928 in L’Hospitalet de Llobregat; † 10. Februar 2014 in Barcelona) war ein spanischer Liturgiewissenschaftler und Weihbischof in Barcelona.

## Leben
Pere Tena Garriga empfing am 29. Juli 1951 in Barcelona die Priesterweihe. Er studierte Theologie und Philosophie am Seminar von Barcelona (1940–1959) und an der Päpstlichen Universität Gregoriana in Rom (1950–1954).
Er war Koadjutor in Horta und Gracia (1954–1958), Professor am Seminar von Barcelona (1956–1967), Förderer und Direktor des Zentrums für Pastoralliturgie (1958–1973/1982–1987), Direktor Magazins für Pastoralliturgie "Phase" (1960–1987) und Berater der Bischöflichen Kommission für Liturgie (1962–1987). In der Theologischen Fakultät von Katalonien (Facultat de Teologia de Catalunya) war er Professor (1967–1998), Dekan (1967–1973) und Präsident (1973–1984). Er hatte zudem Leitungsfunktionen in der liturgischen und sakramentalen Diözesanpastoral inne (1973–1983) und war Direktor des Liturgischen Instituts (1985–1987). Von 1987 bis 1993 war er Mitglied der Kongregation für den Gottesdienst und die Sakramentenordnung.
Papst Johannes Paul II. ernannte ihn am 9. Juni 1993 zum Weihbischof in Barcelona und Titularbischof von Pumentum. Der Erzbischof von Barcelona Ricardo María Carles Gordó spendete ihm am 5. September 1993 die Bischofsweihe; Mitkonsekratoren waren Narciso Kardinal Jubany Arnau, Alterzbischof von Barcelona, und Antonio María Kardinal Javierre Ortas SDB, Kardinalpräfekt der Kongregation für den Gottesdienst und die Sakramentenordnung. Am 15. Juni 2004 nahm Papst Johannes Paul II. seinen altersbedingten Rücktritt an.
In der spanischen Bischofskonferenz war er Mitglied der Kommission für Liturgie (1993–1996 und 2002–2008), Mitglied der Kommission für interkonfessioneller Beziehungen (1993–1996) sowie Präsident der Kommission für Liturgie (1996–2002).

## Wirken
Er war Gründer des Zentrums für Pastoralliturgie (Centro de Pastoral Litúrgica CPL), das einen großen Einfluss auf die Umsetzung der Reformen des Zweiten Vatikanischen Konzils in der katalanisch-sprechenden Region Spaniens und auch in der lateinamerikanischen Welt hatte.
Er wurde mit der Ehrendoktorwürde des Päpstlichen Liturgischen Instituts Sant’Anselmo in Rom ausgezeichnet (2001).